# Kostarická hokejová reprezentace
Kostarická hokejová reprezentace je národní hokejové mužstvo Kostariky. Kostarika dosud není členem Mezinárodní federace ledního hokeje a nemůže se proto účastnit mistrovství světa ani zimních olympijských her.

## Mezistátní utkání Kostariky
29.06.2000  Mighty Pirates 13:8 Kostarika 
29.06.2000  Kostarika 10:9 Mighty Pirates 
30.06.2000  Kostarika 12:12 Mighty Pirates 